# Batey Constancia
El Batey Constancia es un paraje de la provincia Hato Mayor, República Dominicana. Se encuentra ubicada en el distrito municipal Mata Palacio, al norte con el paraje Las Pajas; al sur con la provincia San Pedro de Macorís; al este con el municipio Consuelo, separado por el río Maguá; y al oeste con el municipio Quisqueya, separado por el río Higuamo.
En su cercanía se encuentra el Refugio de Vida Silvestre Río Higuamo y su área de amortiguamiento.